# Dendropsophus gaucheri
Dendropsophus gaucheri és una espècie de granota que viu a la Guaiana Francesa i Surinam.